# Могильник (археология)
Моги́льник — в археологии комплекс погребений.
Античные могильники обычно назывались некрополями, христианские и мусульманские места захоронения — кладбищами.
Первые захоронения умерших появились в эпоху палеолита, но они совершались тогда непосредственно на стоянках, а не в специально отведённых местах. Собственно могильники появились в эпоху мезолита. Погребения совершались с соблюдением определенного обряда, связанного с представлениями о загробной жизни. Вместе с умершим помещали различные предметы («погребальный инвентарь»): одежду, оружие, украшения, посуду и другие бытовые вещи, пищу, туши жертвенных животных и прочее. Иногда в могилах встречаются дополнительные захоронения насильственно умерщвлённых зависимых от погребённого людей.
По обряду погребения в могильниках различают трупоположения и трупосожжения; во втором случае умерший сжигался и производилось захоронение пепла.
Формы могильных сооружений, применявшихся в ходе исторического развития различными племенами и народами, бесконечно разнообразны: ямы (просто земляные или обложенные деревом или камнем), катакомбы, склепы, огромные погребальные постройки (пирамиды, мавзолеи) и прочее. Хоронили умерших или их пепел в сосудах (урнах), каменных ящиках, в деревянных срубах, погребальных ладьях и т. д.
По внешним признакам могильники делятся обычно на курганные, отмеченные земляными или каменными насыпями (курганами), и грунтовые (без насыпей). Встречаются и смешанные, курганно-грунтовые могильники. Курганные могильники являются одними из самых широко распространённых типов древних могильников.
Археологическое изучение могильников даёт богатый материал для исследования не только верований древнего населения, но и других сторон его жизни: материальной культуры, быта, форм хозяйства, производства и торговли, семейных и социальных отношений, искусства и прочего. Кроме того, раскопки могильников доставляют материал для палеоантропологии и пополняют музеи полностью сохранившимися древними предметами, редко встречаемыми при исследовании поселений.
- Раскопки могильника алеманнов в районе Засбах (Ортенау)
- Останки двух девушек в могильнике алеманнов в районе Засбах (Ортенау). VI—VII век
- Скелет меота близ Хутора им. Ленина. Краснодарский край, IV—II век до н. э.
- Оружие из могильника алеманнов в районе Фрайбург-им-Брайсгау, Германия. VI—VII век